# Шардари (футбольный клуб, Бендер-Аббас)
«Шардари Бендер-Аббас» — иранский футбольный клуб из города Бендер-Аббаса. Он был основан в 2006 году.
В конце сезона 2005/2006 футбольный клуб Эстеглаль Киш, базировавшийся на острове Киш, прекратил своё существование. Его лицензия на выступление в Лиге Азадеган была приобретена «Шардари Бендер-Аббасом». В первом же сезоне команда заняла второе место в своей группе, что позволило ей играть в стыковых играх за место в Про-Лиге. Но клуб уступил по сумме двух встреч «Рах Ахану».

## История выступлений
| Сезон   | Дивизион      | Место | Кубок     |
| ------- | ------------- | ----- | --------- |
| 2006/07 | Лига Азадеган | 2-е   | 1-й раунд |
| 2007/08 | Лига Азадеган | 7-е   | 2-й раунд |
| 2008/09 | Лига Азадеган | 11-е  | 1/16      |
| 2009/10 | Лига Азадеган | 7-е   | 3-й раунд |
| 2010/11 | Лига Азадеган | 5-е   | 1/8       |
| 2011/12 | Лига Азадеган | 3-е   | 2-й раунд |
| 2012/13 | Лига Азадеган | 8-е   |           |
| 2013/14 | Лига Азадеган |       |           |